# Døde i 1999
Døde i 1999   er en liste over notable personer, der er afgået ved døden i 1999  . 

## Januar
|  |

- 4. januar – Iron Eyes Cody, amerikansk skuespiller (født 1904).
- 4. januar – Gy Holdorf, dansk sanger (født 1927).
- 6. januar – Michel Petrucciani, fransk jazzpianist (født 1962).
- 8. januar – Peter Seeberg, dansk forfatter (født 1925).
- 11. januar – Nathalie Lind, dansk politiker og justitsminister (født 1918).
- 11. januar – Brian Moore, irsk-født forfatter (født 1921).
- 11. januar – Fabrizio De André, italiensk singer-songwriter (født 1940).
- 14. januar – Jerzy Grotowski, polsk teaterinstruktør (født 1933).
- 17. januar – Kaj Paulsen, dansk fodboldlandsholdsspiller (født 1941).
- 21. januar – Gerda Ring, norsk scene skuespiller og scene-producent (født 1891).
- 21. januar – Susan Strasberg, amerikansk skuespillerinde (født 1938).
- 22. januar – Sven Dalsgaard, dansk kunstner (født 1914).
- 22. januar – Graham Staines, australsk missionær (født 1941).
- 25. januar – Robert Shaw, amerikansk dirigent (født 1916).
- 27. januar – Eeva-Kaarina Volanen, finsk skuespiller (født 1921).
- 28. januar – Markey Robinson, irsk maler (født 1918).
- 28. januar – Ivan Haki Haagensen, dansk sanger, keyboardspiller og kapelmester (født 1941).
- 30. januar – Huntz Hall, amerikansk skuespiller (født 1919).
- 31. januar – Norm Zauchin, amerikansk baseballspiller (født 1929).
- 31. januar – Claus Nørby, dansk operasanger (født 1938).

## Februar
| - Hussein af Jordan |

- 1. februar – Paul Mellon, amerikansk filantrop (født 1907).
- 1. februar – Barış Manço, tyrkisk sanger og tv-personlighed (født 1943).
- 1. februar – Rudolf Kárpáti, ungarsk OL-fægter (født 1920).
- 5. februar – Wassily Leontief, russisk økonom, Nobelpris-modtager (født 1906).
- 6. februar – Jimmy Roberts, amerikansk sanger (født 1924).
- 6. februar – Don Dunstan, australsk politiker (født 1926).
- 7. februar – Kong Hussein af Jordan (født 1935).
- 8. februar – Iris Murdoch, irsk forfatter (født 1919).
- 8. februar – Richard Bently Boone, amerikansk-dansk jazzmusiker (født 1930).
- 9. februar – Bryan Mosley, engelsk skuespiller (født 1931).
- 11. februar – Rachel Rachlin, dansk forfatter (født 1908).
- 11. februar – Sys Gauguin, dansk maler, tegner og forfatter (født 1909).
- 11. februar – Jaki Byard, amerikansk jazzpianist og Komponist (født 1922).
- 14. februar – Sven Havsteen-Mikkelsen, dansk maler (født 1912).
- 14. februar – John Ehrlichman, amerikansk politiker (født 1925).
- 15. februar – Henry Way Kendall, amerikansk fysiker, Nobelpris-modtager (født 1926).
- 15. februar – Big L, amerikansk rapper (født 1974).
- 16. februar – Necil Kazim Akses, tyrkisk komponist (født 1908).
- 16. februar – Björn Afzelius, svensk sanger, komponist, tekstforfatter og guitarist (født 1947).
- 17. februar – Arild Hvidtfeldt, dansk forfatter, journalist, religionsforsker og professor (født 1915).
- 17. februar – Sunshine Parker, amerikansk skuespiller (født 1927).
- 20. februar – Jacob Høirup, dansk departementschef, kammerherre og stiftamtmand (født 1905).
- 20. februar – Gene Siskel, amerikansk filmkritiker (født 1946).
- 20. februar – Sarah Kane, engelsk dramatiker (født 1971).
- 21. februar – Gertrude B. Elion, amerikansk videnskabsmand, modtager af Nobelprisen i fysiologi eller medicin (født 1918).
- 21. februar – Jørgen Leschly Sørensen, dansk fodboldspiller (født 1922).
- 22. februar – William Bronk, amerikansk digter (født 1918).
- 24. februar – Virginia Foster Durr, amerikansk borgerlige rettigheder aktivist (født 1903).
- 24. februar – Frank Leslie Walcott, barbadisk fagforeningsleder (født 1916).
- 24. februar – Andre Dubus, amerikansk forfatter (født 1936).
- 25. februar – Glenn T. Seaborg, amerikansk kemiker, Nobelpris-modtager (født 1912).
- 28. februar – Bill Talbert, amerikansk tennisspiller (født 1918).

## Marts
| - Joe DiMaggio - Yehudi Menuhin |

- 1. marts – Richard Manz, tysk/dansk keramiker (født 1933).
- 2. marts – Dusty Springfield, engelsk sangerinde (født 1939).
- 3. marts – Gerhard Herzberg, tysk-født kemiker, Nobelpris-modtager (født 1904).
- 4. marts – Harry Blackmun, amerikansk dommer (født 1908).
- 5. marts – Richard Kiley, amerikansk skuespiller (født 1922).
- 7. marts – Stanley Kubrick, amerikansk filminstruktør og producent (født 1928).
- 8. marts – Joe DiMaggio, amerikansk baseballspiller (født 1914).
- 8. marts – Peggy Cass, amerikansk skuespillerinde (født 1924).
- 12. marts – Yehudi Menuhin, amerikansk-født violinist (født 1916).
- 13. marts – Garson Kanin, amerikansk dramatiker og manuskriptforfatter (født 1912).
- 14. marts – Abraham Kurland, dansk bryder (født 1912).
- 16. marts – Trygve Bull, norsk historiker (født 1905).
- 16. marts – Hans Erik Dreisler, dansk købmand og grundlægger (født 1931).
- 17. marts – Lloyd Appleton, amerikansk bryder (født 1906).
- 17. marts – Ernest Gold, østrigsk-født komponist (født 1921).
- 18. marts – Adolfo Bioy Casares, argentinsk forfatter (født 1914).
- 21. marts – Ernie Wise, britisk komiker (født 1925).
- 22. marts – David Strickland, amerikansk skuespiller (født 1969).
- 25. marts – Jørgen Stegelmann, dansk forfatter og filmkritiker (født 1925).
- 28. marts – Jens Book-Jenssen, norsk sanger, revyartist og tekstforfatter (født 1910).
- 29. marts – Joe Williams, amerikansk sanger (født 1918).
- 31. marts – Jurij Knorozov, russisk lingvist og epigrafiker (født 1922)

## April
| - Arthur Leonard Schawlow |

- 3. april – Lionel Bart, engelsk komponist (født 1930).
- 4. april – Faith Domergue, amerikansk skuespillerinde (født 1924).
- 4. april – Bob Peck, engelsk skuespiller (født 1945).
- 6. april – Erik Thygesen, dansk journalist (født 1941).
- 10. april – Jean Vander Pyl, amerikansk tv-skuespillerinde (født 1919).
- 12. april – Boxcar Willie, amerikansk countrysanger (født 1931).
- 14. april – Ellen Corby, amerikansk skuespillerinde (født 1911).
- 14. april – Anthony Newley, engelsk skuespiller og singer-songwriter (født 1931).
- 20. april – Señor Wences, spansk bugtaler (født 1896).
- 20. april – Rick Rude, amerikansk professionel wrestler (født 1958).
- 21. april – Charles "Buddy" Rogers, amerikansk skuespiller (født 1904).
- 25. april – Roger Troutman, amerikansk musiker (født 1951).
- 26. april – Man Mohan Adhikari, premierminister i Nepal fra 1994 til 1995 (født 1920).
- 26. april – Jill Dando, britisk journalist og tv-personlighed (født 1961).
- 27. april – Al Hirt, amerikansk trompetist og orkesterleder (født 1922).
- 28. april – Arthur Leonard Schawlow, amerikansk fysiker, Nobelpris-modtager (født 1921).
- 28. april – Sir Alf Ramsey, engelsk fodboldtræner (født 1920).
- 28. april – Rory Calhoun, amerikansk tv- og filmskuespiller (født 1922).

## Maj
| - Dirk Bogarde |

- 2. maj – Oliver Reed, engelsk skuespiller (født 1938).
- 2. maj – Hans Jørgen Jacobsen, dansk bokser (født 1940).
- 3. maj – Steve Chiasson, canadisk hockeyspiller (født 1967).
- 8. maj – Sir Dirk Bogarde, engelsk skuespiller (født 1921).
- 8. maj – Ole Søltoft, dansk skuespiller (født 1941).
- 8. maj – Dana Plato, amerikansk skuespillerinde (født 1963).
- 10. maj – Sir Eric Willis, australsk politiker, tidligere Premier of New South Wales (født 1922).
- 10. maj – Shel Silverstein, amerikansk forfatter og digter (født 1930).
- 12. maj – Saul Steinberg, rumænsk-født tegneserietegner (født 1914).
- 13. maj – Gene Sarazen, amerikansk golfspiller (født 1902).
- 17. maj – Henry Jones, amerikansk skuespiller (født 1912).
- 18. maj – Betty Robinson, amerikansk atletikudøver (født 1911).
- 19. maj – Alister Williamson, australsk skuespiller (født 1918).
- 21. maj – Bugz, amerikansk rapper (født 1978).
- 23. maj – John T. Hayward, amerikansk admiral (født 1908).
- 23. maj – Owen Hart, canadisk professionel wrestler (født 1965).
- 25. maj – Mads Eg Damgaard, dansk tæppefabrikant og politiker (født 1913).
- 26. maj – Waldo Semon, berømt amerikansk opfinder (født 1898).
- 26. maj – Paul Sacher, schweizisk dirigent (født 1906).

## Juni
| - DeForest Kelley |

- 1. juni – Bjørn Spiro, dansk skuespiller (født 1909).
- 1. juni – Alex Poulsen, dansk arkitekt (født 1910).
- 1. juni – Sten Baadsgaard, dansk journalist (født 1942).
- 1. juni – Christopher Cockerell, engelsk opfinder af hovercraften (født 1910).
- 3. juni – Helge Christian Bronée, dansk fodboldspiller (født 1922).
- 4. juni – Edith Oldrup, dansk operasangerinde (født 1912).
- 5. juni – Mel Tormé, amerikansk sanger (født 1925).
- 6. juni – Bent From, dansk manuskript- og (revy)tekstforfatter (født 1929).
- 6. juni – Anne Haddy, australsk skuespillerinde (født 1930).
- 7. juni – Wagn Benneballe, dansk filmfotograf (født 1934).
- 8. juni – Peter Louis-Jensen, dansk maler og billedkunstner (født 1941).
- 9. juni – Maurice Journeau, fransk komponist (født 1898).
- 11. juni – DeForest Kelley, amerikansk skuespiller (født 1920).
- 14. juni – Ib Conradi, dansk skuespiller (født 1926).
- 16. juni – Screaming Lord Sutch, engelsk politiker (født 1940).
- 19. juni – Meta Ditzel, dansk politiker (født 1910).
- 19. juni – Ronny Lerche, dansk cykelrytter (født 1968).
- 21. juni – Kami, japansk trommeslager (født 1973).
- 27. juni – Isaac C. Kidd, Jr., amerikansk admiral (født 1919).
- 27. juni – Georgios Papadopoulos, militærleder i Grækenland (født 1919).
- 29. juni – Allan Carr, amerikansk producent (født 1937).

## Juli
| - Sylvia Sidney - John F. Kennedy, Jr. - Hassan 2. af Marokko |

- 1. juli – Sylvia Sidney, amerikansk skuespillerinde (født 1910).
- 1. juli – Edward Dmytryk, canadisk-amerikansk filminstruktør (født 1908).
- 1. juli – Guy Mitchell, amerikansk sanger (født 1927).
- 2. juli – Mario Puzo, amerikansk forfatter (født 1920).
- 3. juli – Johannes Hedegaard, dansk billedhugger (født 1915).
- 3. juli – Mark Sandman, amerikansk musiker og kunstner (født 1952).
- 4. juli – Jack Watson, engelsk skuespiller (født 1915).
- 6. juli – Joaquín Rodrigo, spansk komponist (født 1901).
- 6. juli – Carl Gunter Jr, amerikansk politiker (født 1938).
- 7. juli – Julie Campbell Tatham, amerikansk forfatter (født 1908).
- 8. juli – Charles Conrad, amerikansk astronaut (født 1930).
- 9. juli – Jørgen Bo, dansk arkitekt og professor (født 1919).
- 11. juli – Helen Forrest, amerikansk jazzsangerinde (født 1917).
- 11. juli – Noemi Roos, dansk skuespiller (født 1921).
- 12. juli – Bodil Lindorff, dansk skuespiller (født 1907).
- 12. juli – Bill Owen, engelsk skuespiller (født 1914).
- 16. juli – John F. Kennedy, Jr., amerikansk skuespiller og søn af John F. Kennedy (født 1960).
- 19. juli – Georg Andrup, dansk miljøforkæmper (født 1913).
- 20. juli − Hans Erik Knipschildt, dansk statslæge, dr. med. (født 1913).
- 20. juli – Sandra Gould, amerikansk skuespillerinde (født 1916).
- 22. juli – Gar Samuelson, amerikansk trommeslager i Megadeth (født 1958). – overdosis heroin
- 23. juli – Kong Hassan 2. af Marokko (født 1929).
- 26. juli – Trygve Haavelmo, norsk økonom, Nobelpris-modtager (født 1911).
- 29. juli – Rajendra Kumar, indisk film, skuespiller, producent og instruktør (født 1929).
- 29. juli – Anita Carter, amerikansk sangerinde (født 1933).
- 31. juli – Vibeke Alfelt, dansk maler og grafiker (født 1934).

## August
|  |

- 3. august – Leroy Vinnegar, amerikansk musiker (født 1928).
- 4. august – Victor Mature, amerikansk skuespiller (født 1913).
- 11. august – Freddy Gislesen, dansk billedhugger (født 1946).
- 13. august – Jaime Garzón, colombiansk journalist og komiker (født 1960).
- 14. august – Pee Wee Reese, amerikansk baseballspiller (født 1918).
- 17. august − Martin Volodja Johansen, dansk professor, dr.phil (født 1920).
- 18. august − Alfred Bickel, schweizisk fodboldspiller (født 1918).
- 23. august – James White, irsk forfatter (født 1928).
- 24. august – Mary Jane Croft, amerikansk skuespillerinde (født 1916).
- 24. august – Mogens Black-Petersen, dansk arkitekt (født 1917).
- 29. august – Willy Rathnov, dansk skuespiller (født 1937).
- 31. august – Lavard Friisholm, dansk violinist og dirigent (født 1912).

## September
| - George C. Scott |

- 5. september – Allen Funt, amerikansk tv-personlighed (født 1914).
- 6. september – Lagumot Harris, naurisk politiker og tidligere præsident (født 1938).
- 8. september – Birgit Cullberg, svensk balletdanser og koreograf (født 1908).
- 9. september – Ruth Roman, amerikansk skuespillerinde (født 1922).
- 9. september – Catfish Hunter, amerikansk baseballspiller (født 1946).
- 10. september – Alfredo Kraus, spansk tenor (født 1927).
- 10. september – Jørgen Bender, dansk modeskaber (født 1938).
- 11. september – Povl Kjøller, dansk komponist og guitarist (født 1937).
- 11. september – Gonzalo Rodríguez, uruguayansk racerkører (født 1972).
- 12. september – Allen Stack, amerikansk svømmer (født 1928).
- 14. september – Charles Crichton, engelsk filminstruktør (født 1910).
- 20. september – Raisa Gorbatjova, sovjetisk førstedame (født 1932).
- 22. september – George C. Scott, amerikansk skuespiller (født 1927).
- 23. september – Ivan Goff, australsk manuskriptforfatter (født 1910).
- 24. september – Ester Boserup, dansk nationaløkonom (født 1910).
- 30. september – Johanne Andersen, dansk præst (født 1913).

## Oktober
| - Wilt Chamberlain - Julius Nyerere |

- 4. oktober – Erik Brødreskift, norsk trommeslager som spillede i flere norske black metal-bands (født 1969).
- 6. oktober – Amália Rodrigues, portugisisk sangerinde (født 1920).
- 6. oktober – Gorilla Monsoon, amerikansk professionel wrestler og kommentator (født 1937).
- 7. oktober – Helen Vinson, amerikansk skuespillerinde (født 1907).
- 9. oktober – Akhtar Hameed Khan, pakistansk pioner inden for mikrokredit og mikrofinansiering (født 1914).
- 9. oktober – Milt Jackson, amerikansk musiker (født 1923).
- 12. oktober – Wilt Chamberlain, amerikansk basketballspiller (født 1936).
- 14. oktober – Julius Nyerere, Tanzanias første præsident (født 1922).
- 18. oktober – Annelise Bramsnæs, dansk landskabsarkitet og forfatter (født 1941).
- 19. oktober – Nathalie Sarraute, russisk-født fransk forfatter (født 1900).
- 19. oktober – Gorma Haraldsted, dansk skuespiller (født 1904).
- 19. oktober – Harry Bannink, hollandsk komponist og musiker (født 1929).
- 20. oktober – Jack Lynch, premierminister i Irland (født 1917).
- 21. oktober – Poul Kjærgaard, dansk arkitekt og professor (født 1912).
- 21. oktober – John Bromwich, australsk tennisspiller (født 1918).
- 21. oktober – Lars Bo, dansk billedkunstner og forfatter (født 1924).
- 23. oktober – Berthe Qvistgaard, dansk skuespillerinde (født 1910).
- 23. oktober – Henry Larsen, dansk maler og tegner (født 1928).
- 24. oktober – John Chafee, amerikansk politiker (født 1922).
- 25. oktober – Payne Stewart, amerikansk golfspiller (født 1957).
- 26. oktober – Abraham Polonsky, amerikansk manuskriptforfatter og instruktør (født 1910).
- 26. oktober – Troels Fink, dansk historiker (født 1912).
- 26. oktober – Hoyt Axton, amerikansk skuespiller og singer-songwriter (født 1938).
- 26. oktober – Rex Gildo, tysk sanger (født 1939).
- 27. oktober – Frank De Vol, amerikansk komponist (født 1911).
- 27. oktober – Robert Mills, amerikansk fysiker (født 1927).
- 31. oktober – Per Linneman-Schmidt, dansk billedhugger og keramiker (født 1912).
- 31. oktober – Mogens Winkel Holm, dansk komponist (født 1936).
- 31. oktober – Greg Moore, canadisk racerkører (født 1975).

## November
|  |

- 1. november – Theodore Hall, amerikansk fysiker og spion (født 1925).
- 1. november – Walter Payton, amerikansk fodbold-spiller (født 1954).
- 1. november – Dave Bickles, engelsk fodboldspiller (født 1944).
- 2. november – Kjeld Rønhof, dansk jagerpilot (født 1910).
- 3. november – Ian Bannen, skotsk skuespiller (født 1928).
- 8. november – Lester Bowie, amerikansk jazztrompetist og komponist (født 1941).
- 9. november – Mabel King, amerikansk skuespillerinde (født 1932).
- 11. november – Mary Kay Bergman, amerikansk skuespillerinde (født 1961).
- 16. november – Daniel Nathans, amerikansk mikrobiolog, modtager af Nobelprisen i fysiologi eller medicin (født 1928).
- 17. november – H.K. Jørgensen, dansk civilingeniør og direktør (født 1919).
- 18. november – Horst P. Horst, tysk-amerikansk fotograf (født 1906).
- 18. november – Paul Bowles, amerikansk forfatter (født 1910).
- 18. november – Doug Sahm, amerikansk musiker (født 1941).
- 21. november – Quentin Crisp, engelsk forfatter (født 1908).
- 22. november – Ibrahim Böhme, tysk politiker (født 1944).
- 24. november – Hilary Minster, britisk skuespiller (født 1944).
- 25. november – Pierre Bézier, fransk maskin- og elektroingeniør (født 1910).
- 25. november – Oddvar Berrefjord, norsk jurist, politiker (Ap) og minister (født 1918).
- 29. november – Iwamoto Kaoru, japansk professionel go-spiller (født 1902).
- 29. november – Gene Rayburn, amerikansk tv-personlighed (født 1917).

## December
| - Franjo Tuđman - Rex Allen - Desmond Llewelyn - João Figueiredo |

- 1. december – Charlotte Neergaard, dansk skuespiller (født 1944).
- 2. december – Charlie Byrd, amerikansk jazzmusiker og klassisk guitarist (født 1925).
- 3. december – Scatman John, amerikansk musiker (født 1942).
- 3. december – Madeline Kahn, amerikansk skuespillerinde (født 1942).
- 8. december – Péter Kuczka, ungarsk forfatter (født 1923).
- 8. december – Pupella Maggio, italiensk skuespillerinde (født 1910).
- 8. december – Hugo Marcussen, dansk arkitekt og plandirektør (født 1926).
- 10. december – Franjo Tuđman, præsident i Kroatien (født 1922).
- 10. december – Rick Danko, canadisk musiker (født 1943).
- 12. december – Paul Cadmus, amerikansk kunstner (født 1904).
- 12. december – Joseph Heller, amerikansk forfatter (født 1923).
- 17. december – Rex Allen, amerikansk skuespiller og sanger (født 1920).
- 17. december – Grover Washington, Jr., amerikansk saxofonist (født 1943).
- 18. december – Robert Bresson, fransk filminstruktør (født 1901).
- 18. december – Erik Freiesleben, dansk læge, blodbankdirektør, forfatter og professor (født 1917).
- 19. december – Desmond Llewelyn, walisisk skuespiller (født 1914).
- 19. december – Leo Randrup Knudsen, dansk journalist og barneskuespiller (født 1943).
- 20. december – Irving Rapper, amerikansk filminstruktør (født 1898).
- 20. december – Hank Snow, canadisk musiker (født 1914).
- 22. december – Per Aabel, norsk skuespiller (født 1902).
- 24. december – Maurice Couve de Murville, fransk politiker (født 1907).
- 24. december – Tito Guízar, mexicansk sanger og skuespiller (født 1908).
- 24. december – Joao Figueiredo, tidligere militær Brasiliens præsident (født 1918).
- 26. december – Curtis Mayfield, amerikansk musiker og komponist (født 1942).
- 28. december – Clayton Moore, amerikansk skuespiller (født 1914).
- 30. december – Sarah Knauss, en af verdens længstlevende personer fra USA (født 1880).
- 30. december – Fritz Leonhardt, tysk bygningsingeniør (født 1909).
- 30. december – Alex Frederiksen, dansk direktør og virksomhedsgrundlægger (født 1943).
- 31. december – Elliot Richardson, amerikansk justitsminister under Richard Nixon (født 1920).

### Dato ukendt
- Gunnar Bergsten, dansk atlet (født 1920).